# PL-8
PL-8 je obitelj kineskih zrak-zrak i zemlja-zrak projektila. Riječ je o licencnoj inačici izraelskog Pythona-3. Iskustva koja su steknuta razvojem tog projektila, Kina je upotrijebila kod nasljednika PL-9.

## Povijest
Kineska vojska bila je veoma impresionirana izraelskim Pythonom-3 tako da je tijekom 1980-ih kupljena licenca za proizvodnju vlastitih projektila PL-8. Tzv. Projekt br. 8 (kin. 八号工程) je formalno započeo s radom 15. rujna 1983. Od ožujka 1988. do travnja 1989. je dovršen transfer tehnologija u Kinu. Projektile je proizvodila tvornica strojeva iz Xi'ana a zemlja je izvjestila da je za PL-8 proizvela i vlastite pilotske HMS kacige.
Prvi problemi koji su se javljali kod PL-8 bila je nekompatibilnost s kineskim radarima jer su projektilima bili namijenjeni radari zapadne proizvodnje. Zbog toga su korišteni britanski GEC-Marconi Skyranger i talijanski FIAR Grifo radar. Taj problem je uklonjen tek kod kasnijeg projektila PL-9 koji je osim zapadnih, mogao koristiti i domaće kineske kao i ruske radare.
Budući da je PL-8 imao veći raspon krila nego njegovi prethodnici PL-2 i PL-5, izvršila se modifikacija kineskih borbenih zrakoplova. Tako su prošireni piloni za prenošenje PL-8 projektila.

## Inačice
- PL-8: izvorni Python-3 dostavljen iz Izraela.
- PL-8A: projektili sklopljeni u Kini i sastavljeni od izraelskih dijelova.
- PL-8B: prva u potpunosti proizvedena inačica u Kini.
- PL-8H: zemlja-zrak inačica s manjom bojnom glavom.

## Korisnici
- NR Kina: zračne komponente kineske kopnene vojske i ratne mornarice.

## Vidjeti također
- Python